# Marithé de Alvarado
Marithé de Alvarado (Ciudad de México, México, 1920 - ídem 2017) fue una repostera, escultora y escritora mexicana que se dedicó durante 80 años al arte del azúcar; también es conocida por haber fundado el Instituto del arte Mexicano del Azúcar.

## Biografía
Empezó su carrera en 1937 a los diecisiete años de edad junto con una tía suya que era monja, se dedicó a dar clases, colaborar con diferentes medios gastronómicos y a la venta de pasteles; dio clases en todos los países de América, gran parte de Europa y Sudáfrica; sin embargo es más reconocida por sus figuras escultóricas hechas con azúcar; algunas de tamaños milimétricos y otras con dimensiones mayores a los dos metros. Entre sus obras más reconocidas están la réplica de la iglesia de Dolores comisionada por el Instituto Nacional de Bellas Artes y una réplica de la Torre Eiffel.
En 1987 Marithé celebró sus 50 años de carrera con una retrospectiva en el Claustro de Sor Juana en el Centro Histórico de la Ciudad de México con una exposición de 50 piezas.

## Instituto del Arte Mexicano del Azúcar
Fundó el Instituto del Arte Mexicano del Azúcar en 1959 a la par de la publicación de su libro Arte Mexicano del Azúcar; este libro ha sido la única publicación enciclopédica respecto al tema en español.

## Museo de Arte en Azúcar
En 2012 fundó el Museo de Arte en Azúcar es el único museo en el mundo de este tipo.

## Libros
- Arte Mexicano del Azúcar. (1959)
- Pasteles Sorpresa. (1988)
- Pasteles Sorpresa II. (1983)
- Arte en Pastelería Mexicana: pasteles para ocasiones especiales. (1992)
- Pasteles Sorpresa III.
- Pasteles Románticos.

## Premios y reconocimientos
- Miembro Vitalicio del Hall de la Fama del ICES (International Cake Exploration Societé), 1976.[7]
- Medalla de Oro en el Concurso Internacional de Pastelería, 1982.
- La Coupe du Monde de la Patisserie, 1989.
- Orden Kentucky Colonel, durante la 38th Convención anual de ICES en Lexington, Ky, USA, agosto 2013